# Axó
L'axó (o àxon), format per la mielina, el node de Ranvier i la cèl·lula de Schwann, és una prolongació de la cèl·lula nerviosa a través de la qual viatja l'impuls nerviós (potencial d'acció) de forma unidireccional des de la seva regió inicial fins a tot un seguit de ramificacions terminals (anomenades terminacions nervioses), amb les quals estableix contacte amb una altra cèl·lula. En la neurona adulta es tracta d'una prolongació única.

## Tipus de neurona segons la llargada de l'axó
- Neurones Golgi tipus I: Tenen un axó llarg
- Neurones Golgi tipus II: Tenen un axó curt, semblant a una dendrita que acaba prop del soma.[3]